# Åsa Wikforss
Åsa Wikforss (Göteborg, 25 luglio 1961) è una filosofa svedese, docente di filosofia teoretica all'Università di Stoccolma. Il 9 maggio 2019 è stata eletta membro dell'Accademia svedese; il suo ingresso ufficiale avverrà il 20 dicembre 2019..
La Wikforss svolge ricerche su un ambito di studio che interseca filosofia della mente, filosofia del linguaggio ed epistemologia, temi su cui ha pubblicato vari scritti. È membro di numerosi network e consigli di ricerca internazionali ed è stata eletta all'Accademia reale svedese delle scienze. Nel settembre 2017 ha pubblicato Alternativa fakta. Om kunskapen och dess fiender (Fatti alternativi. Sulla conoscenza e sui suoi nemici), un libro che ha avuto un grande impatto in Svezia. Durante il 2018 ha compiuto oltre un centinaio di apparizioni pubbliche in Svezia e all'estero, durante le quali ha parlato di conoscenza e resistenza alla conoscenza. Partecipa frequentemente al dibattito pubblico in Svezia, sia sulla carta stampata che in TV e radio.